# Luís Cavaco
Luís Miguel Pássaro Cavaco (Almada, 1º marzo 1972) è un ex calciatore portoghese, di ruolo difensore.

## Carriera

### Club
Ha giocato nella massima serie portoghese con il Boavista e il Farense, e nella seconda serie inglese con lo Stockport County.